# Smrt Nicolase Zahrádky
Nicolas Zahrádka (uváděný jako Nikolas Dirda) zemřel po potyčce s cizincem, k níž došlo v sobotu 10. června 2023 kolem 19.40 hodin v Přístavní ulici v Brně-Bystrci při příležitosti jedné z ohňostrojných show přehlídky Ignis Brunensis. Po sporu v tramvaji se u nástupiště střetli patrně tři romští mladíci s mužem z Ukrajiny. Poté, co média přinesla policií dosud nepotvrzenou informaci o tom, že by pachatelem mohl být Ukrajinec, vyvolala tato událost napětí mezi romskou a ukrajinskou komunitou zejména v Brně, k čemuž přispělo i šíření dezinformací na sociálních sítích. Soud v březnu 2024 obviněného zprostil viny a označil jeho jednání za nutnou sebeobranu. Naopak dva romští mladíci byli odsouzeni k podmíněným trestům za výtržnictví.  

## Průběh incidentu
Na Brněnské přehradě se 10. června 2023 konal večerní ohňostroj v rámci tradiční přehlídky Ignis Brunensis, na které pravidelně míří desítky tisíc lidí. Současně se v prostoru před přístavištěm obvykle nacházejí pouťové atrakce s občerstvením, nabízející zábavu již v průběhu dne a večera před zahájením ohňostroje. 
Podle prvních informací mělo k incidentu dojít poblíž tramvajové zastávky Přístaviště krátce před 20. hodinou, kolem 19.40 hodin. Jeden cizinec měl podle policie způsobit bodnořezná zranění dvěma osobám, které byly převezeny do nemocnice a jedna z nich v důsledku zranění zemřela. Záchranná služba informovala, že již při zásahu na místě byl jeden z poraněných mladíků oživován a za stálé resuscitace došlo k převozu na urgentní příjem fakultní nemocnice, i druhý byl ve vážném stavu. Podle později zveřejněných informací iDNES.cz byl druhý mladík hodinu po ošetření propuštěn z nemocnice domů, ačkoli se v následujícím týdnu po události krátce šířila fáma, že měl údajně také zemřít. Státní zástupce s odstupem času po vyšetřování události uvedl, že se cizinec měl střetnout až se třemi mladými muži, přičemž kromě zabitého měl způsobit bodné a řezné rány i dalším dvěma z nich; 
Podle informací Romea.cz měl konflikt vzniknout již v tramvaji a poté se přesunul na zastávku. Skupině cizinců se údajně nelíbila pouštěná hlasitá hudba. Verze svědectví se rozcházely v tom, zda cizincova intervence byla nepřiměřená, nebo naopak byl jediným z vícera cestujících obtěžovaných hlasitou hudbou a neslušným chováním, který vůči narušitelům vystoupil. Také pak v tom, zda byl cizinec s nožem útočníkem, anebo jej použil v sebeobraně. Policie na místě zadržela muže podezřelého ze zvlášť závažného zločinu vraždy, podle informací ze sociálních sítí se mělo jednat o člověka z Ukrajiny, což později potvrdilo i státní zastupitelství.
Podle znaleckých posudků z oboru soudního lékařství a toxikologie, které byly později předloženy soudu, měli všicni účastníci potyčky v krvi alkohol: Nikolas Zahrádka 1,54 g/kg (minimálně střední stupeň opilosti), další útočník 0,66 g/kg alkoholu a metamfetamin, cizinec 1,17 g/kg (mírná opilost).

## Oběť
Po incidentu zemřel 23letý Rom, médii uváděný zprvu jako Nikolas D., posléze jako Nicolas Z. Blesk uvedl, že Nikolas byl jako malý chlapec adoptován rodinou, která o svého vlastního syna přišla. Podle Romea.cz měl do svých 17 let používat příjmení Dirda, poté Zahrádka.

## Vyšetřování a stíhání
Podle policejních informací byl podezřelým 37letý muž cizí národnosti. Národnost muže policie nezveřejnila, a to v souladu se zákonem, přestože kvůli tomu čelila kritice. Ani ukrajinský konzulát k 15. červnu nepotvrdil, zda se jednalo o Ukrajince. Po zadržení byl umístěn do cely předběžného zadržení, v pondělí 12. června byl podán návrh na jeho vzetí do vazby, jemuž v úterý 13. června městský soud vyhověl.
Podle Dopravního podniku města Brna žádný z řidičů tramvají nehlásil dispečinku, že by ve voze došlo k napjaté situaci. Podle fotografie, která se objevila na sociálních sítích 13. června, se mohli na obou stranách incidentu vyskytovat tři muži. Ve středu 14. června se na sociálních sítích objevilo video údajně zachycující roztržku, policie však uvedla, že se jednalo o jiný incident.
Na konci července 2023 rozhodl Městský soud v Brně o propuštění podezřelého muže z vazby, proti čemuž podal státní zástupce stížnost. Takto rychlé propuštění z vazby je v případě vraždy výjimečné. Krajský soud v Brně potvrdil v polovině srpna předchozí verdikt s tím, že může být stíhán na svobodě. Muž byl obviněn z vraždy, ale soudce rozhodující v přípravném řízení o vazbě se s právní kvalifikací neztotožnil. Podle soudu došlo k oslabení důvodů k vazbě, a vazba proto byla nahrazena dohledem probačního úředníka a písemným slibem obviněného.

## Soudní řízení
Dne 24. října 2023 Krajské státní zastupitelství v Brně informovalo o vznesení obžaloby ze zločinu vraždy a přečinu ublížení na zdraví. Zastupitelství současně potvrdilo, že cizinec byl státní příslušník Ukrajiny. Podle České televize byl termín hlavního soudního líčení nařízen na 15. prosince. V souvislosti se započatým líčením pak média informovala, že obviněným byl Roman Rohozin.
V březnu 2024 krajský soud v Brně zprostil viny obžalovaného Romana Rohozina a jeho jednání označil jako nutnou sebeobranu. Státní zástupce v průběhu soudu změnil svůj názor a čin obviněného již nepovažoval za vraždu, ale za zabití.
Dva kamarádi zabitého dostali v prosinci 2023 tresty za výtržnictví. Dvořák sedm měsíců odnětí svobody s podmíněným odkladem na 20 měsíců, Danko 10 měsíců s odkladem na dva roky.

## Ohlasy

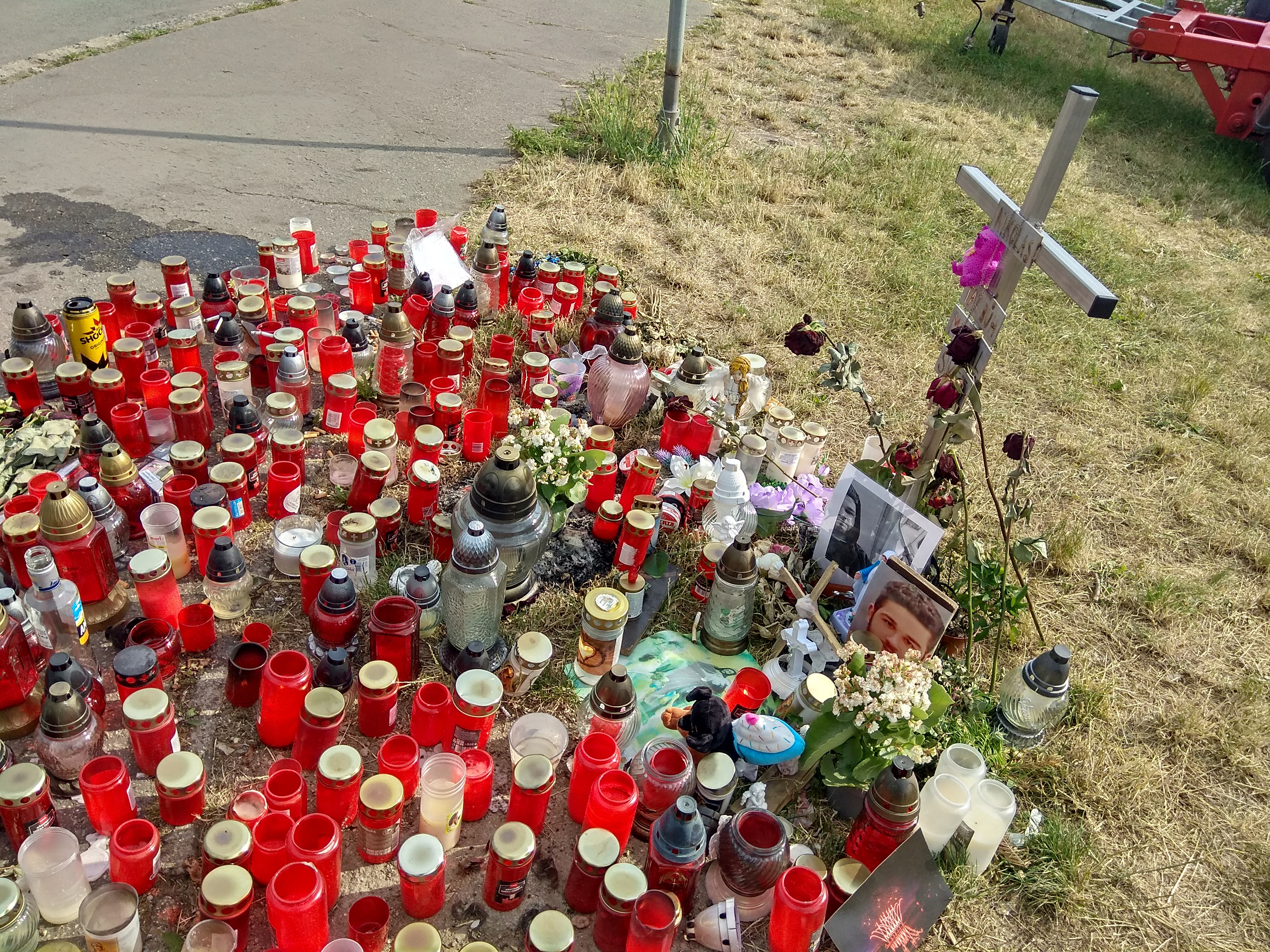
Pietní místo v Přístavní ulici 9 dní po události

Na místě incidentu začalo na druhý den spontánně vznikat pietní místo, doplněné o kříž se vzkazem.

### Ohlášená demonstrace
Kamarádka oběti Žaneta Plachetková vyzvala na Facebooku k účasti na demonstraci plánované na následující víkend v centru města pod sloganem Za bezpečné Brno, ta měla požadovat řádné vyšetření činu. Místo a čas demonstrace bylo následně upřesněno na 14 hodin na piazzettě u Janáčkova divadla. Ačkoli Plachetková opakovaně zdůraznila, že cílem demonstrace není šíření nenávisti proti Ukrajincům, komentáře nevyloučily, že by k projevům nenávisti mohlo dojít. Zčásti xenofobním projevem na akci zvala např. mladá zpěvačka Lucie Bikárová, za což sklidila kritiku mimo jiné od aktivisty Jaroslava Mika, Bikárová poté vyhrocenou interpretaci svojí pozvánky mírnila. Od demonstrace se distancovala romská politická strana Roma Luma, jejíž předseda Marco Cavali kritizoval rasistické a nenávistné projevy Romů vůči Ukrajincům.

### Dezinformace a konflikty
Případu se chopily osobnosti české antisystémové a dezinformační scény jako Tomáš Vandas, Jiří Černohorský, strana PRO či Jana Zwyrtek Hamplová, které se podle ředitele neziskové organizace Romea Zdeňka Ryšavého snažily situaci zneužít. Na sociálních sítích reagovalo i extremistické hnutí Slušní lidé včetně svého dřívějšího lídra Zdeňka Pernici. Politolog z Masarykovy univerzity Miroslav Mareš varoval před neobvyklým prolnutím etnické menšiny s nacionalistickými a extremistickými proudy, pokud by obě skupiny v souvislosti s neštěstím vyvolávaly protiukrajinské nálady.
Vpodvečer 13. června došlo k potyčce asi 20 lidí na Dominikánském náměstí v centru Brna, podle svědectví mělo jít o skupinu Romů, kteří se předtím zúčastnili pietního aktu, a dvojici Ukrajinců. Městská a státní policie konflikt pacifikovala, zadržela tři lidi a jednoho z nich propustila coby mladistvého. Posléze byla šestičlenná skupina násilníků odsouzena, jeden z útočníků dostal pět a půl roku vězení, ostatní podmínky.

### Reakce politiků a institucí
Soustrast příbuzným oběti vyjádřil starosta brněnské městské části Bystrc Tomáš Kratochvíl (SOCDEM). Vládní zmocněnkyně pro záležitosti romské menšiny Lucie Fuková v pondělí 13. června vyjádřila lítost a vyzvala Romy, aby zachovali klid a nepaušalizovali s ohledem na údajnou národnost pachatele, podobně se vyjádřila brněnská nezisková organizace IQ Roma servis. K neuplatňování principu kolektivní viny vyzval např. i ústecký romský politik Karel Karika. Ministr vnitra Vít Rakušan (STAN) uvedl, že by se lidé pod vlivem emocí neměli nenechat manipulovat lidmi, kteří by chtěli odsouzeníhodný čin jednoho člověka využít k rozdmýchávání nesnášenlivosti. Brněnská primátorka uvedla Markéta Vaňková (ODS): „Mrzí mne, že v tomto konkrétním případě se do toho navíc promítají strachy a předsudky založené na etnicitě nebo národnosti.“
Veřejný ochránce práv Stanislav Křeček vyjádřil soustrast s rodinou zabitého a uvedl, že s obavami sleduje vlnu nenávisti, kterou událost vyvolala. Ukrajinská iniciativa jižní Moravy čin odsoudila a vyjádřila obavy, aby se nestal záminkou pro národnostní konflikt. Zástupci romské a ukrajinské národnostní menšiny v Radě vlády pro národnostní menšiny Jan Balog a Bohdan Rajčinec ve společném prohlášení odsoudili projevy nenávisti, zjednodušující a k agresivitě nabádající projevů politiků či veřejně činných osob.

### Pietní shromáždění
Ve středu 14. června Žaneta Plachetková jako organizátorka zamýšlenou víkendovou demonstraci odvolala s odůvodněním, že se jí chytli nesprávní lidé a mohla by mít nežádoucí následky. Plachetková také apelovala, aby lidé počkali na výsledky policejního vyšetřování, nešířili nenávist a vyhnuli se potyčkám v ulicích. Namísto demonstrace bylo ohlášeno na stejný čas i místo konání neformálního pietního shromáždění, uspořádaného spolkem Brno tým. Na pietním happeningu se sešlo asi tisíc lidí.
Ve čtvrtek 15. června se na krajském policejním ředitelství v Brně setkali zástupci romské a ukrajinské komunity, neziskových organizací, města Brna i Jihomoravského kraje, zmocněnkyně vlády pro lidská práva Klára Laurenčíková i zmocněnkyně pro záležitosti romské komunity Lucie Fuková. Předsedkyně Ukrajinské iniciativy jižní Moravy Ilnara Dudašová spolu s vládní zmocněnkyní Laurenčíkovou téhož dne navštívila pietní místo u Brněnské přehrady, kde zapálily svíčku a položily květiny. Laurenčíková ohlásila další setkání na 26. června.
Organizace Puls Evropy iniciovala setkání romských a ukrajinských představitelů v sobotu 17. června ve 14.30 hodin na Staroměstském náměstí v Praze. Svou účast přislíbila opět i vládní zmocněnkyně pro záležitosti romské menšiny Lucie Fuková. Na akci dorazilo asi 40 lidí.

### Pohřeb
V úterý 20. června se v obřadní síni krematoria na brněnském Ústředním hřbitově uskutečnil pohřeb oběti za účasti přibližně stovky lidí.